# يوكي هاشيسومي
يوكي هاشيسومي (باليابانية: 橋爪 勇樹) (10 أغسطس 1990 في ناغانو في اليابان – )؛ هو لاعب كرة قدم ياباني سابق كان يلعب كمدافع.

## وصلات خارجية
- يوكي هاشيسومي على موقع رابطة كرة القدم اليابانية للمحترفين (اليابانية)
- يوكي هاشيسومي على موقع قاعدة بيانات كرة القدم.إي يو (الإنجليزية)
- يوكي هاشيسومي على موقع Soccerway.com (الإنجليزية)
- يوكي هاشيسومي على موقع عالم كرة القدم.نت (الإنجليزية)
- يوكي هاشيسومي على موقع كووورة